# Oskar Bail
Oskar Bail (6. prosince 1869 Dělouš – 30. prosince 1927 Praha-Královské Vinohrady) byl česko-německý hygienik, bakteriolog, imunolog a rasový teoretik.

## Život
Bail studoval přírodní vědy a lékařství na vídeňské univerzitě, a to až do získání doktorátu v roce 1895. Vstoupil do Hygienického ústavu u Maxe Rubnera (1854–1932) a v roce 1896 se stal asistentem Ferdinanda Hueppeho (1852–1938) v Praze, kde habilitoval v roce 1899 a mj. učil. V roce 1912 se místo Hueppeho stal profesorem hygieny na Karlo-Ferdinandově univerzitě a od roku 1919 na Německé univerzitě v Praze. Dvakrát byl děkanem lékařské fakulty.
Během první světové války sloužil jako hlavní lékař a vyvinul lék na choleru. V roce 1919 spoluzaložil první vzdělávací centrum pro dospělé v Chebu. Přednáškami o zdraví a hygieně se zapojil do sudetoněmeckého hnutí v Československu. Se svým učitelem Hueppem propagoval sport.
Jeho práce se kromě bakteriologie a imunologie týkala i agresivity, kterou chtěl připsat i rasové hygieně. Vrací se k němu „teorie agrese“, podle níž lze s agresivním chováním bojovat pomocí genetiky a imunologie.
Oskar Bail byl členem Společnosti pro nauky a umění v Československu a 30. ledna 1906 byl zvolen členem (ev. č. 3200) Leopoldiny.

## Dílo (výběr)
- Bakterientätigkeit im Erdboden. Prag 1904.
- Das Problem der bakteriellen Infektion. Leipzig 1911.
- Der Krieg in seiner rassenhygienischen Bedeutung. 1915.
- Lehrbuch der Mikrobiologie. Mit besonderer Berücksichtigung der Seuchenlehre. Unter Mitwirkung von O. Bail et al. Hrsg. von Ernst Friedberger. 1923, repr. 2011 ISBN 978-1-179-64184-3.
- Stanislav Růžička: Systém hygieny: na základě nové nauky o dobrém životě [eubiotiky]: zdravá lidová kultura založená na eubiotice jako základ celé lidové a státní kultury, Bratislava 1927 (spoluautor)